# Nuclear Power Demonstrator
El Nuclear Power Demonstrator (o NPD) fue un prototipo de reactor CANDU. Estaba formado por una sola unidad PHWR de 22 MW, situada en Rolphton, Ontario, próximo a los Chalk River Laboratories. Se encuentra cerrado y no está en condiciones operativas.
NPD empezó a funcionar en 1962 y lo hizo hasta 1987, mucho después de que mucho más poderosas y modernas unidades CANDU entraran en funcionamiento. La primera energía nuclear producida en Canadá fue generada por el NPD. El lugar es ahora una instalación histórica, conmemorada por una placa que detalla su historial de funcionamiento y los aspectos más destacados de la estación.